# Karabin maszynowy M240
M240 – rodzina uniwersalnych karabinów maszynowych kalibru 7,62 mm, będących amerykańską odmianą belgijskiego karabinu FN MAG. Broń służy w Siłach Zbrojnych Stanów Zjednoczonych, gdzie w latach 80. XX wieku zastąpiła karabiny maszynowe M60.
Karabin maszynowy M240 jest powszechnie wykorzystywany zarówno w oddziałach piechoty, jak i montowany na wszelkiego rodzaju pojazdach wojskowych.